# 쓰루호 요스케
쓰루호 요스케(일본어: 鶴保庸介, 1967년 2월 5일 ~ )는 일본 자민당 소속의 정치인이다. 참의원이며 현 내각부 특명담당대신 오키나와 북방 영토 담당상이다. 2016년 8월 제3차 아베 신조 내각 (제2차 개조)에서 특명담당대신으로 내정되었다.